# Xianbei
Xianbei (kineski: 鲜卑 / 鮮卑, pinyin: Xiānbēi, transliteracija: Sien-bei) je naziv za drevni nomadski mongolski narod koji je živio u Mandžuriji, Unutarnjoj i istočnoj Mongoliji, odnosno Xianbei Shanu.
Za Xianbeije se vjeruje da su potjecali od Donghua, ili tzv. „Istočnih Hua” iz drevnih kineskih izvora (Knjiga Hana). Stvorili su federaciju nekoliko nomadskih plemena/klanova od kojih je najvažnija Tuoba, odnosno država Xianbei (93. – 234.). 
Stočarstvo i lov su bili osnova kulture Xianbeija, a poput naroda Hunnu, prakticirali su šamanizam. Krunidbenu ceremoniju Xianbeija su kasnije prihvatili kasniji Mongoli.
Nakon propasti dinastije Han Xianbei su iskoristili metež kako bi iz stepa Mongolije, Hebeija i Liandonga prodrli na jug i zapad, odnosno u Kinu. U isto vrijeme se Xianbei država raspala na nekoliko manjih skupina poput plemena Muyun i Toba, koja se nikada više nisu ujedinila u jedinstvenu federaciju.
U razdoblju Šesnaest kraljevstava Xianbei su u tzv. „Užoj Kini” osnovali šest kraljevstava, od kojih će s vremenom nastati dinastije Sui i Tang. Xianbei su se s vremenom sinizirali, odnosno u potpunosti stopili s matičnim kineskim stanovništvom.
Dvije današnje etničke skupine, Monguor i Xibe, tvrde da potječu od Xianbeija.

## Poveznice
- Wu Hu
- Šesnaest kraljevstava
- Dinastija Sjeverni Wei

## Vanjske poveznice
- 鮮卑語言 Xianbei jezik (engl.)